# Kluž (župa)
Klužská župa (rumunsky Județul Cluj, maďarsky Kolozs megye) je rumunská župa (județ) v Sedmihradsku, na severozápadě země. Hlavním městem je Kluž. Na území župy žije významná maďarská menšina (asi šestina obyvatel).
Župa je odvozena z historické uherské klužské župy (Kolozs), ale svým rozsahem se od ní podstatně odlišuje, např. zahrnuje i města Turda a Dej, někdejší střediska (zaniklých) sousedních žup. Naopak východní konec někdejší župy je rozdělen mezi župy Bistrița-Năsăud a Mureș.

## Charakter župy
Sousedy klužské župy jsou na severovýchodě župa Bistrița-Năsăud, na jihovýchodě Mureș, na jihu Alba, na západě Bihor, na severozápadě Sălaj a na severu krátce Maramureș. Území župy je na východě pahorkaté a na západě hornaté (Apuseny), na jižní hranici dosahující výšky 1826 m (Muntele Mare).
Hlavním říčním tokem území je Malá Samoš (Someșul Mic), která se v severním výběžku župy slévá s Velkou Samoší a tvoří řeku Samoš. Severozápad odvodňuje Bystrý Kriš a jihovýchod Arieș (přítok Maruše).
Hlavními zdroji příjmů v župě jsou horská turistika (výlety do Apusenských hor) a těžba uhlí a plynu. V Kluži, hlavním městě, má také význam průmysl a služby; sídlí zde významná univerzita a poslední dobou se zde rozvíjejí též IT technologie.
Na území župy se kříží evropské silnice E60 a E81, severním okrajem vede E58. Také se tu křižují páteřní rumunské železnice (uzel Apahida).

## Města
- Kluž (rum. Cluj-Napoca, maď. Kolozsvár, hlavní město)
- Turda
- Dej
- Câmpia Turzii
- Gherla
- Huedin